# Tōru Tsuzuki
Tōru Tsuzuki (jap. 続木 徹, Tsuzuki Tōru; * um 1955) ist ein japanischer Jazz- und Fusionmusiker (Piano, auch Keyboard).

## Leben
Toru Tsuzuki, der ab den 1970er-Jahren in der japanischen Jazzszene aktiv war, spielte u. a. mit Hiroshi Hatsuyama (スマイル = Smile, Aketa’s Disk, 1977), Tamami Koyake (Windows – Tamami Meets Coryell, 1983), Masahiko Ozu (Dolphin Dance, 1983), June Yamagishi (My Pleasure) und Masaki Matsubara. 1983 nahm er sein Debütalbum Neptune auf, an dem Hidefumi Toki, Makoto Saitō, Hideo Sekine und die Perkussionisten Yoichi Hatayama, Kazuhiro Mishima, und Porchinho mitwirkten. Mit Darek Lane Jackson, Hidefumi Toki, June Yamagishi und Marvin Baker bildete er in den späten 1980er-Jahren die Fusionband ChickenShack. In Los Angeles arbeitete er in den frühen 1990er-Jahren als Keyboarder mit der Band of Pleasure (mit David T. Walker, June Yamagishi, Ko Shimizu, James Gadson, Paulinho Da Costa) Im Bereich des Jazz listet ihn Tom Lord zwischen 1977 und 1995 bei sieben Aufnahmesessions.